# Саут-Баффало Тауншип (округ Армстронг, Пенсільванія)
Саут-Баффало Тауншип (англ. South Buffalo Township) — селище (англ. township) в США, в окрузі Армстронг штату Пенсільванія. Населення — 2709 осіб (2020).

## Демографія
Згідно з переписом 2010 року, у селищі мешкало 2636 осіб у 1007 домогосподарствах у складі 783 родин. Було 1090 помешкань
Расовий склад населення:
| - 99,2 % — білих - 0,2 % — чорних або афроамериканців - 0,1 % — корінних американців - 0,1 % — азіатів |

До двох чи більше рас належало 0,4 %. Частка іспаномовних становила 0,6 % від усіх жителів.
За віковим діапазоном населення розподілялося таким чином: 22,4 % — особи молодші 18 років, 61,9 % — особи у віці 18—64 років, 15,7 % — особи у віці 65 років та старші. Медіана віку мешканця становила 44,3 року. На 100 осіб жіночої статі у селищі припадало 99,8 чоловіків;  на 100 жінок у віці від 18 років та старших — 103,1 чоловіків також старших 18 років.
Середній дохід на одне домашнє господарство  становив 77 563 долари США (медіана — 72 500), а середній дохід на одну сім'ю — 87 226 доларів (медіана — 82 250). Медіана доходів становила 53 819 доларів для чоловіків та 40 761 долар для жінок. За межею бідності перебувало 7,0 % осіб, у тому числі 14,9 % дітей у віці до 18 років та 3,9 % осіб у віці 65 років та старших.
Цивільне працевлаштоване населення становило 1358 осіб. Основні галузі зайнятості: освіта, охорона здоров'я та соціальна допомога — 26,4 %, виробництво — 22,1 %, роздрібна торгівля — 12,9 %, будівництво — 9,4 %.